# Парламентарни избори у Србији 1874.
Кнез Милан Обреновић приликом преузимања власти затекао је Скупштину која је, y великој већини, била либерална, и тек по изузетку y њој је био и по неки конзервативац. Прву своју владу Кнез је поверио Јовану Ристићу који се и као намесник кнежевског достојанства и доцније ослањао на либерале, али је нешто доцније ту владу заменио консервативним министарством Јована Мариновића, што у либерално расположеној Скупштини није било добро виђено. Уз све то, рад са Скупштином настављен је са неизбежним трзавицама, као што је на пример била она са оптужбом бив. министра војног Јована Бели-Марковића. Прошавши кроз разне фазе, Мариновићево министарство водило је и нове изборе, a како је Скупштина радила све три године у три редовна и једном ванредном сазиву, расписани су нови избори за 24. октобар 1874. године, за законодавну Народну скупштину, за 1874, 1875 и 1876 годину. Избори су извршени у заказани дан. Иако их је водила консервативна влада, већину на изборима добили су поново либерали. Консервативци су такође у новој скупштини били заступљени са приличним бројем својих угледних људи.